# 紀元前159年
紀元前159年（きげんぜん159ねん）は、ローマ暦の年である。あるいはローマ建国紀元595年、グナエウス・コルネリウス・ドラベッラとマルクス・フルウィウス・ノビリオルの年。

## 他の紀年法
- 干支 : 壬午
- 日本
  - 孝元天皇56年
  - 皇紀502年
- 中国
  - 前漢 : 文帝後元5年
- 朝鮮
  - 檀紀2175年
- 仏滅紀元 : 386年
- ユダヤ暦 : 3602年 - 3603年

## できごと

### セレウコス朝
- セレウコス朝はマカバイ戦争でユダヤを破り、アルキモスは再びユダヤ教の大司祭になり、彼を支援するためにエルサレムに強力な軍が残された。しかし、彼は麻痺を引き起こす発作により、その後すぐに死んでしまった。

### 共和政ローマ
- プブリウス・コルネリウス・スキピオ・ナシカ・コルクルムとマルクス・ポピッリウス・ラエナスがケンソルを務めた[1]。

### バクトリア
- エウクラティデス1世がインド北西部で前バクトリア王デメトリオス1世の領土の所有を主張している間、ミトラダテス1世に率いられたパルティアはバクトリアの2つの州を併合した。再征服するためにインドから戻ると、エウクラティデス1世は息子に殺害された。

## 死去
- エウクラティデス1世 - バクトリア王
- エウメネス2世 - ペルガモン王国の王
- プブリウス・テレンティウス・アフェル - ローマの喜劇作家（紀元前195年生）
- アルキモス - ユダヤの大司祭